# José Valverde López
José Luis Valverde López (ur. 11 sierpnia 1940 w Guadix) – hiszpański prawnik, farmaceuta, nauczyciel akademicki i polityk, poseł do Parlamentu Europejskiego II, III i IV kadencji.

## Życiorys
Absolwent prawa, uzyskał doktorat z farmacji. Zawodowo związany z Universidad de Granada jako profesor prawa farmaceutycznego. Pełnił funkcję dziekana wydziału farmacji tej uczelni. Był także prezesem instytucji CEDEF, zajmującej się badaniami nad europejskim prawem farmaceutycznym. Jest autorem ponad 20 publikacji książkowych.
W międzyczasie angażował się w działalność polityczną w ramach Sojuszu Ludowego i następnie Partii Ludowej. Od 1987 do 1999 był członkiem władz krajowych ludowców. W tym samym okresie sprawował mandat eurodeputowanego II, III i IV kadencji, zasiadając m.in. we frakcji chadeckiej, pełnił funkcję wiceprzewodniczącego Komisji ds. Instytucjonalnych.